# Henriette de Savoie-Villars
Henriette de Savoie-Villars (in Savoyen Henrye genannt, * 1541/42; † 14. Oktober 1611) war eine Angehörige der Linie Villars des Hauses Savoyen, Erbin ihres Vaters, des Marschalls Honorat II. de Savoie, sowie durch ihre Ehe Herzogin von Mayenne.

## Leben
Henriette de Savoie-Villars war das einzige Kind von Honorat II. de Savoie, Comte de Tende, Comte und später (1565) Marquis de Villars, Marschall von Frankreich, und Jeanne-Françoise de Foix († 30. Mai 1542), die um 1540 heirateten; es ist unbekannt, wann sie geboren wurde, es kommen aber wohl nur die Jahre 1541 und 1542 (bis Mai) in Betracht. Jeanne-Françoise de Foix war die Tochter von Alain de Foix, Vicomte de Castillon (Sohn von Gaston II. de Foix-Candale) und Françoise de Prez de Montpezat, Vicomtesse de Castillon.
1555 wurde sie mit Jean de Créquy (* um 1535; † 1557), Prince de Poix, verlobt Die Ehe kam wohl nicht zustande.
Am 26. Juni 1560 heiratete sie Melchior des Prez († 1572, wohl im Dezember) Seigneur de Montpezat et du Fou, Sénéchal de Poitou. Er war der Sohn von Antoine de Lettes-Desprez de Montpezat, Marschall von Frankreich, und Lyette du Fou, Dame du Fou. Das Paar bekam acht Kinder.
Am 6. August 1576 (der Ehevertrag ist vom 23. Juli 1576) heiratete Henriette Charles II. de Lorraine, Herzog von Mayenne, den Sohn von François de Lorraine, Herzog von Guise, und Anna d’Este. Die Hochzeit wurde in Anwesenheit des Königs Heinrich III. und dessen Mutter Caterina de’ Medici gefeiert.
Am 13. Juni 1565 erhob Herzog Emanuel Philibert von Savoyen die Comté de Villars zugunsten von Honorat II. zum Marquisat de Villars mit der Maßgabe, dass ausschließlich dessen Tochter Henriette und deren männliche Nachkommen erben könnten.
Als Honorat I. de Savoie, Graf von Sommariva und Tenda, 1572 ohne Testament starb, beanspruchte sein Onkel Honorat II. die Nachfolge in Sommariva und Tenda für sich; Renée de Savoie-Tende, Dame d’Urfé, Schwester von Honoré I. und Tante Henriettes, reklamierte einen Anteil davon. Ein Konflikt bahnte sich an, zwei Vereinbarungen aus den Jahren 1574 und 1575 übertrugen die Ansprüche von Renée und ihrem Ehemann Jacques I. d’Urfé auf den Herzog von Savoyen.
Henriette scheint ihre Ansprüche ebenfalls auf das Haus Savoyen übertragen zu haben. Trotzdem huldigten die Bewohner der Grafschaft Tenda 1576 ihrem Ehemann Charles de Mayenne. Im Laufe des gleichen Jahres verhandelte sie mit dem Herzog von Savoyen zu einem Tausch von Tenda gegen Miribel mit den Ortschaften Monthelier, Sathonay en Bresse und Loyettes, aus denen das Marquisat Miribel gebildet wurde. Eine Vereinbarung dazu wurde 1579 unterzeichnet, womit die Rechte an Tenda definitiv an das Haus Savoyen übergingen (4. September 1581).
Am 3. Oktober 1611 starb der Herzog von Mayenne in Soissons, die Herzogin kurz darauf, am 14. Oktober 1611, ebenfalls in Soissons. Sie wurde in der Kathedrale von Soissons neben ihrem Ehemann bestattet.

## Nachkommen
Aus ihrer Ehe mit Melchior de Lettes-Desprez hatte Henriette de Savoie acht Kinder:
- Emmanuel Philibert, Marquis de Villars († 1621 bei der Belagerung von Montauban); ⚭ Éléonore Thomassin, Demoiselle de Montmartin (Tante von Emmanuel d’Averton, der einer der Miterben von Pressigny) wurde
- Claude († nach 1597)
- Henri († 1619), zum Bischof von Montauban ernannt, trat 1595 ohne Weihe zurück, Marquis de Montpezat; ⚭ Claire-Suzanne de Gramont, Dame d’Aster, Tochter von Antoine I. de Gramont, Souverain de Bidache, Baron de Gramont, Comte de Guiche, Vicomte d’Aster[15] (Haus Gramont)
- Jacques († 1616)
- Madeleine; ⚭ Honoré/Rostaing de La Baume de Suze, Sohn von François de La Baume und Françoise de Lévis, Eltern von Jacques-Honorat de La Baume de Suze, Marquis de Villars
- Gabrielle († 1653); ⚭ 1595 Jean de Saulx (* 1555; † 1630), Vicomte de Tavannes, Sohn von Gaspard de Saulx, seigneur de Tavannes, Marschall von Frankreich, und Françoise de La Baume-Montrevel
- Éléonore; ⚭ 1588 Gaspard de Pontevès (* 1557; † 1610), Großseneschall der Provence
- Marguerite († 1650)

Aus ihrer Ehe mit Charles de Mayenne hatte sie vier Kinder:
- Henri (* 20. Dezember 1578; † 17. September 1621 bei der Belagerung von Montauban), 1599 Herzog von Aiguillon, 1611 Herzog von Mayenne; ⚭ Februar 1599 Henriette Gonzaga (* 3. September 1571; † 3. Juli 1614[16]), Tochter von Luigi Gonzaga und Henriette de Clèves, 11. Herzogin von Nevers
- Charles Emmanuel (* 19. Oktober 1581 † 14. September 1609), Graf von Sommariva
- Catherine (* 1585; † 8. März 1618); ⚭ Februar 1599 Carlo I. Gonzaga (* 6. Mai 1580; † 22. September 1637), Herzog von Mantua, 12. Herzog von Nevers, Sohn von Luigi Gonzaga und Henriette de Clèves, 11. Herzogin von Nevers (siehe oben)
- Renée († 25. September 1638[17]); ⚭ 1613 Mario II. Sforza (* 1594; † 26. September 1658), Duca di Ognano e Segni, Conte di Santa Fiore.